# Torneo de São Paulo
El torneo ATP de São Paulo fue un torneo de tenis que se disputó intermitentemente en la ciudad de São Paulo, en Brasil desde la aparición de la Era Abierta entre los años 1974 y 1993 sobre distintos tipos de superficie. El torneo se disputó por primera vez en 1974 formando parte de la serie de torneos del World Champions Tour (WCT) y se disputó hasta 1976 en canchas cubiertas de carpeta sintética. En 1976 se realizó además un torneo extra en el mes de noviembre. Entre 1977 y 1986 se realizaron dos torneos: uno en 1980 sobre carpeta sintética indoor y otro en 1982 también indoor pero sobre polvo de ladrillo. El torneo se reanudó en 1987 esta vez con superficies duras que mantuvo hasta 1992. En 1993 se realizó el último torneo de ATP en São Paulo y fue jugado sobre una superficie de polvo de ladrillo. Al año siguiente fue reemplazado por el Torneo de Montevideo.
El jugador con más campeonatos en São Paulo es el sueco Björn Borg con 2 conquistas.

## Resultados

### Individuales masculinos
| Año      | Campeón             | Finalista          | Superficie        |
| 1993     | Alberto Berasategui | Slava Dosedel      | Polvo de ladrillo |
| 1992     | Luiz Mattar         | Jaime Oncins       | Dura              |
| 1991     | Christian Miniussi  | Jaime Oncins       | Dura              |
| 1990     | Robbie Weiss        | Jaime Yzaga        | Carpeta           |
| 1989     | Martín Jaite        | Javier Sánchez     | Carpeta           |
| 1988     | Jay Berger          | Horacio De La Peña | Dura              |
| 1987     | Jaime Yzaga         | Luiz Mattar        | Dura              |
| 1982     | José Luis Clerc     | Marcos Hocevar     | Polvo de ladrillo |
| 1980     | Wojtek Fibak        | Vincent Van Patten | Carpeta           |
| 1976-2   | Guillermo Vilas     | José Higueras      | Carpeta           |
| 1976-WCT | Björn Borg          | Guillermo Vilas    | Carpeta           |
| 1975-WCT | Rod Laver           | Charlie Pasarell   | Carpeta           |
| 1974-WCT | Björn Borg          | Arthur Ashe        | Carpeta           |